# Бузима
Бузима — река в России, протекает в Верхнекамском районе Кировской области. Устье реки находится в 1364 км по правому берегу реки Кама. Длина реки составляет 16 км.
Исток реки на Верхнекамской возвышенности в 12 км к востоку от посёлка Чус. Река течёт на северо-запад, всё течение проходит по ненаселённому, заболоченному лесу.

## Данные водного реестра
По данным государственного водного реестра России относится к Камскому бассейновому округу, водохозяйственный участок реки — Кама от истока до водомерного поста у села Бондюг, речной подбассейн реки — бассейны притоков Камы до впадения Белой. Речной бассейн реки — Кама.
По данным геоинформационной системы водохозяйственного районирования территории РФ, подготовленной Федеральным агентством водных ресурсов:
- Код водного объекта в государственном водном реестре — 10010100112111100001051
- Код по гидрологической изученности (ГИ) — 111100105
- Код бассейна — 10.01.01.001
- Номер тома по ГИ — 11
- Выпуск по ГИ — 1